# Szabó Ferenc (orvos, 1929–1996)
Szabó Ferenc (Szatmárnémeti, 1929. október 31. – Saarbrücken, 1996. január 28.) erdélyi magyar orvosi szakíró.

## Életútja, munkássága
Középiskoláit Szatmárnémetiben végezte (1948), majd a marosvásárhelyi OGYI-n szerzett orvosi diplomát (1954). Előbb Mikolában volt körorvos, majd Szatmárnémetiben kórházi orvos nyugdíjazásáig (1989). 1994-ben kitelepedett Németországba, itt írta meg Lükő Béláról, a szatmárnémeti kórház megalapítójáról előbb nagyobb tanulmányát (megjelent a Csirák Csaba szerkesztette Egészségügy-történeti dolgozatok c. kötetben. Szatmárnémeti 1997 = Otthonunk, Szatmár megye), majd halála után kiadott könyvét.

## Kötete
- Dr. Lükő Béla. Szatmárnémeti, 2002.